# 水木恵子
 水木 恵子（みずき けいこ、1938年12月7日  - ）は、日本の女優。かかしプロに所属していた。

## 出演作品

### テレビ
- 縛（1961年）
- 特別機動捜査隊 第190話「女ごころ」（1965年）
- 乗っていたのは二十七人 第16話「脅迫」（1965年）
- ウルトラQ 第21話「宇宙指令M774」（1966年） - 一条貴世美（ルパーツ星人ゼミ）
- 探偵物語
  - 第23話「夕陽に赤い血を!」（1980年） - 女中
  - 第26話「野良犬の勲章」（1980年） - 女性店員

### 映画
- 求人旅行（1962年） - 娘
- 100万人の娘たち（1963年） - 観光ガイド・千里
- 白と黒（1963年）